# 16 амурских комиссаров
«Амурские комисса́ры» («16 амурских комиссаров») — казнённые комиссары Амурской социалистической советской республики.

## История
20 ноября 1918 года по приговору военно-полевого суда был расстрелян председатель Центрального комитета Амурской железной дороги В. И. Шимановский. 9 марта 1919 года предположительно при попытке к бегству убит председатель Амурского совнаркома Ф. Н. Мухин. 22 марта 1919 года в Ивановке японские оккупанты расстреляли 257 мирных жителей и ещё нескольких сожгли живьём. Среди убитых было много женщин и детей.
Операция по уничтожению комиссаров, заключённых тюрьмы в Благовещенске, была задумана в штабе 12-й дивизии утром 26 марта 1919 года. Совместно с белогвардейской контрразведкой был составлен список из 27 человек, который начальник благовещенского пункта военного и паспортного контроля (орган контрразведки) подполковник Лебедев передал прапорщику Пономаренко, с тем чтобы тот с отрядом японцев вечером 26 марта явился к начальнику тюрьмы Турецкому, для взятия указанных в списке заключённых якобы для допроса в японском штабе. Всего собрали 18 человек из 27 указанных, поскольку четверо (В. Маленов, А. Прижбыляк, И. Володин, И. Бутин) были в тифозном состоянии и находились в тюремном лазарете, и их японцы брать не решились. Одного из находящихся в списке, М. Бутакова, только накануне освободили, и он был уже вне тюремных стен. Ещё четверо находились в управлении полиции и ещё в тюрьму не поступили. Никто из этих людей не был осуждён на смертную казнь, а А. М. Шелковников вообще за несколько дней до этого был белогвардейским судом оправдан. Связанных в сопровождении белогвардейских офицеров отряд японцев отвёл к яме, где стали совместно колоть штыками, рубить саблями и стрелять в упор. 
7 июля 1919 по приговору белогвардейского суда казнён командующим партизанской армией Г. С. Дрогошевский. 18 мая 1920 года партизаны Амурской области и войска Дальневосточной республики изгнали японцев с территории Амурской области. В годовщину бессудной казни, 26 марта 1920, в саду Народного дома в Благовещенске состоялись похороны 118 коммунистов.

## Список
- комиссар гражданских сооружений Л. М. Белин;
- комиссар просвещения Н. И. Воробьев;
- комиссар здравоохранения П. Е. Вшивков;
- комиссар социального обеспечения П. И. Зубок;
- комиссар труда Н. И. Поспелов;
- комиссар финансов И. И. Шестаков;
- комиссар земледелия С. П. Шумилов;
- председатель исполкома Е. И. Федин;
- комиссар и член Военного совета Уссурийского фронта А. К. Чумак;
- руководитель партийного комитета, редактор местной газеты Я. Г. Шафир.[5]
- председатель следственной комиссии революционного трибунала А. М. Шелковников;
- командиры В. В. Повилихин, М. А. Хабаров, Г. М. Мельниченко, братья А. Г. Семенченко и И. Г. Семенченко;
- коммунисты С. Крапивин, Д. Малютин, И. Попков.

П. И. Зубок, сбив с ног офицера, бежал в город, но на Загородной улице неожиданно наткнулся на японский патруль и был убит, когда пытался перелезть через забор. П. Е. Вшивкову удалось развязаться, выбить саблю из рук конвоировавшего японского офицера и бежать от казни. Затем его приютили жившие невдалеке от города корейцы, а на следующий день он ушёл дальше и укрылся вблизи деревень Новотроицкой и Егорьевки. Позднее, излечившись от ранений и травм, связался с партизанами и организовал таёжный лазарет. Побег П. Е. Вшивкова вызвал замешательство у палачей, и ударом шашкой лишь ранили и оглушили В. В. Повилихина, и под утро, когда кровавая расправа уже закончилась, он очнулся от холода, с трудом выбрался из-под трупов товарищей, добрался до стоящей неподалёку избушки и был спасён больничным сторожем.